# Cis discolor
Cis discolor es una especie de coleóptero de la familia Ciidae.

## Distribución geográfica
Habita en Arizona (Estados Unidos).